# 托米·帕克夫斯基
托米·帕克夫斯基（1982年6月28日—）是一位馬其頓足球運動員。在場上的位置是守門員。他現在效力於馬其頓足球甲級聯賽球隊瓦爾達足球俱樂部。他也代表馬其頓國家足球隊參賽。